# Забавная история, случившаяся по дороге на форум
«Забавная история, случившаяся по дороге на форум» (англ. A Funny Thing Happened on the Way to the Forum) — американский кинофильм режиссёра Ричарда Лестера, вышедший на экраны в 1966 году. Лента основана на одноимённом мюзикле Стивена Сондхайма и книге Бёрта Шивлава и Ларри Гелбарта, а также вдохновлена комедиями древнеримского драматурга Плавта. 
Картина получила премию «Оскар» за лучшую запись музыки, а также номинировалась на премию «Золотой глобус» за лучшую комедию или мюзикл.

## Сюжет
Жуликоватый раб Псевдол, принадлежащий одной почтенной римской семье, мечтает обрести свободу. На его счастье, сын хозяев Герон влюбляется в куртизанку из соседнего публичного дома. В обмен на свободу Псевдол обещает устроить юноше встречу с возлюбленной. Однако Марк Лик, хозяин борделя, сообщает, что девушка уже продана воинственному центуриону, который вскоре должен прибыть за своей покупкой. У Псевдола есть совсем немного времени, чтобы найти выход из ситуации...

## В ролях
- Зеро Мостел — Псевдол
- Фил Силверс — Марк Лик
- Бастер Китон — Эрроний
- Майкл Кроуфорд — Герон
- Джек Гилфорд — Гистерий
- Аннетта Андре — Филия
- Майкл Хордерн — Сенекс
- Леон Грин — центурион Глориос
- Рой Киннир — тренер гладиаторов
- Патрисия Джессел — Домина
- Инга Нильсен — Гимнасия
- Питер Баттерворт — римский часовой
- Фрэнк Торнтон — римский часовой